# Bundestagswahlkreis Leipzig-Land – Borna – Geithain
Der Bundestagswahlkreis Leipzig-Land – Borna – Geithain war von 1990 bis 2002 ein Wahlkreis in Sachsen. Er besaß die Nummer 311 und umfasste zu Beginn die Landkreise Leipzig, Borna und Geithain. Im Rahmen der Wahlkreisreform von 2002, bei der die Anzahl der Wahlkreise in Sachsen von 21 auf 17 reduziert wurde, ging das Gebiet des Wahlkreises im Wahlkreis Leipziger Land – Muldentalkreis auf.
Das Direktmandat wurde 1990 und 1994 von Rolf Rau (CDU), 1998 vom Sozialdemokraten Jürgen Wieczorek  gewonnen.

## Bundestagswahl 1998
| Kandidaten                                          | Kandidaten                    | Parteien/Listen     | Erststimmen | Erststimmen | Zweitstimmen | Zweitstimmen |
| Kandidaten                                          | Kandidaten                    | Parteien/Listen     | Stimmen     | %           | Stimmen      | %            |
| --------------------------------------------------- | ----------------------------- | ------------------- | ----------- | ----------- | ------------ | ------------ |
|                                                     | Rolf Rau                      | CDU                 | 59.362      | 34,6        | 51.309       | 29,8         |
|                                                     | Jürgen Wieczorekgewählt im WK | SPD                 | 64.550      | 37,6        | 58.720       | 34,2         |
|                                                     | Günter Kröber                 | F.D.P.              | 4.572       | 2,7         | 6.480        | 3,8          |
|                                                     | Heidemarie Lüth               | PDS                 | 31.610      | 18,4        | 34.098       | 19,8         |
|                                                     | Monika Rauer                  | GRÜNE               | 5.636       | 3,3         | 6.810        | 4,0          |
|                                                     | Ursula Ueberschär             | REP                 | 4.686       | 2,7         | 2.832        | 1,6          |
|                                                     | –                             | ödp                 | –           | –           | 147          | 0,1          |
|                                                     | –                             | GRAUE               | –           | –           | 579          | 0,3          |
|                                                     | −                             | PBC                 | –           | –           | 333          | 0,2          |
|                                                     | –                             | Pro DM              | –           | –           | 4.270        | 2,5          |
|                                                     | −                             | NPD                 | –           | –           | 1.355        | 0,8          |
|                                                     | −                             | BFB – Die Offensive | –           | –           | 609          | 0,4          |
|                                                     | –                             | DVU                 | –           | –           | 3.969        | 2,3          |
|                                                     | –                             | Chance 2000         | –           | –           | 292          | 0,2          |
|                                                     | Enrico Cronauge               | DSU                 | 1.058       | 0,6         | –            | –            |
| Gesamt                                              | Gesamt                        | Gesamt              | 171.474     | 100         | 171.915      | 100          |
|                                                     |                               |                     |             |             |              |              |
| Ungültige Stimmen                                   | Ungültige Stimmen             | Ungültige Stimmen   | 2.977       | 1,7         | 2.536        | 1,5          |
| Wähler                                              | Wähler                        | Wähler              | 174.451     | 81,6        | 174.451      | 81,6         |
| Wahlberechtigte                                     | Wahlberechtigte               | Wahlberechtigte     | 213.907     |             | 213.907      |              |
|                                                     |                               |                     |             |             |              |              |
| Quellen: Der Bundeswahlleiter, Kandidaten – Stimmen |                               |                     |             |             |              |              |

## Bundestagswahl 1994
| Kandidaten                             | Kandidaten            | Parteien/Listen   | Erststimmen | Erststimmen | Zweitstimmen | Zweitstimmen |
| Kandidaten                             | Kandidaten            | Parteien/Listen   | Stimmen     | %           | Stimmen      | %            |
| -------------------------------------- | --------------------- | ----------------- | ----------- | ----------- | ------------ | ------------ |
|                                        | Rolf Raugewählt im WK | CDU               | 65.112      | 49,6        | 61.143       | 46,4         |
|                                        | –                     | SPD               | 37.103      | 28,3        | 38.270       | 29,1         |
|                                        | –                     | PDS               | 18.744      | 14,3        | 18.872       | 14,3         |
|                                        | –                     | GRÜNE             | 7.261       | 5,5         | 5.851        | 4,4          |
|                                        | –                     | F.D.P.            | 3.071       | 2,3         | 5.117        | 3,9          |
|                                        | –                     | GRAUE             | –           | –           | 570          | 0,4          |
|                                        | –                     | REP               | –           | –           | 1.407        | 1,1          |
|                                        | –                     | MLPD              | –           | –           | 41           | 0,0          |
|                                        | –                     | ÖDP               | –           | –           | 208          | 0,2          |
|                                        | –                     | PBC               | –           | –           | 221          | 0,2          |
| Gesamt                                 | Gesamt                | Gesamt            | 131.291     | 100         | 131.700      | 100          |
|                                        |                       |                   |             |             |              |              |
| Ungültige Stimmen                      | Ungültige Stimmen     | Ungültige Stimmen | 1.618       | 1,2         | 1.209        | 0,9          |
| Wähler                                 | Wähler                | Wähler            | 132.909     | 70,5        | 132.909      | 70,5         |
| Wahlberechtigte                        | Wahlberechtigte       | Wahlberechtigte   | 188.643     |             | 188.643      |              |
|                                        |                       |                   |             |             |              |              |
| Quellen: Der Bundeswahlleiter, Stimmen |                       |                   |             |             |              |              |

## Bundestagswahl 1990
| Kandidaten                                       | Kandidaten            | Parteien/Listen   | Erststimmen | Erststimmen | Zweitstimmen | Zweitstimmen |
| Kandidaten                                       | Kandidaten            | Parteien/Listen   | Stimmen     | %           | Stimmen      | %            |
| ------------------------------------------------ | --------------------- | ----------------- | ----------- | ----------- | ------------ | ------------ |
|                                                  | Rolf Raugewählt im WK | CDU               | 72.827      | 51,0        | 71.051       | 52,6         |
|                                                  | Karl-August Kamilli   | SPD               | 37.754      | 26,4        | 32.267       | 23,9         |
|                                                  | Christine Burkhardt   | F.D.P.            | 13.902      | 9,7         | 18.606       | 13,8         |
|                                                  | Karsten Speck         | GRÜNE             | 12.859      | 9,0         | 7.672        | 5,7          |
|                                                  | –                     | REP               | –           | –           | 1.527        | 1,1          |
|                                                  | Bernd Scharfe         | NPD               | 848         | 0,6         | 480          | 0,4          |
|                                                  | –                     | ÖDP               | –           | –           | 180          | 0,1          |
|                                                  | Wilfried Wesener      | DSU               | 3.626       | 2,5         | 2.219        | 1,6          |
|                                                  | −                     | PDS               | –           | –           | 10.277       | 7,6          |
|                                                  | –                     | DIE GRAUEN        | –           | –           | 920          | 0,7          |
|                                                  | –                     | BSA               | –           | –           | 42           | 0,0          |
|                                                  | −                     | LIGA              | –           | –           | 215          | 0,2          |
|                                                  | –                     | KPD               | –           | –           | 52           | 0,0          |
|                                                  | –                     | Patrioten         | –           | –           | 13           | 0,0          |
|                                                  | –                     | SpAD              | –           | –           | 25           | 0,0          |
|                                                  | –                     | VAA               | –           | –           | 95           | 0,1          |
| Gesamt                                           | Gesamt                | Gesamt            | 142.816     | 100         | 135.168      | 100          |
|                                                  |                       |                   |             |             |              |              |
| Ungültige Stimmen                                | Ungültige Stimmen     | Ungültige Stimmen | 2.825       | 1,9         | 10.473       | 7,2          |
| Wähler                                           | Wähler                | Wähler            | 145.641     | 75,0        | 145.641      | 75,0         |
| Wahlberechtigte                                  | Wahlberechtigte       | Wahlberechtigte   | 194.128     |             | 194.128      |              |
|                                                  |                       |                   |             |             |              |              |
| Quellen: Statistik Sachsen, Kandidaten – Stimmen |                       |                   |             |             |              |              |

## Wahlkreissieger
| Wahl | Name             | Partei | Erststimmen |
| ---- | ---------------- | ------ | ----------- |
| 1998 | Jürgen Wieczorek | SPD    | 37,6 %      |
| 1994 | Rolf Rau         | CDU    | 49,6 %      |
| 1990 | Rolf Rau         | CDU    | 51,0 %      |